# Beatriz Montañez
Beatriz Montañez López (Almadén, Ciudad Real, 3 de junio de 1977) es una periodista, guionista, escritora, presentadora de televisión y actriz española conocida por haber copresentado, junto a El Gran Wyoming, el programa El intermedio, de La Sexta y como guionista por haber ganado el Goya por la película documental Muchos hijos, un mono y un castillo.

## Biografía
Su experiencia en los medios comienza en la emisora municipal de Almadén «Onda Mancha», reconvertida hoy en Cadena SER Almadén, de la mano de su director Luis Mariano Mozo,  produciendo diversos programas. Posteriormente, cursó la licenciatura de Medios de Comunicación por la Universidad de California, en Estados Unidos, Master presencial en la Universidad de Stanford, Innovation in journalism. Mientras tanto hizo sus primeros trabajos en medios de habla hispana estadounidenses en diversas emisoras afiliadas a la cadena Telemundo (propiedad de la cadena americana NBC), o en Radio KLVE (K-Love). De vuelta a España, realizó diferentes cursos audiovisuales, estudió realización en el Instituto de Radio Televisión Española y cursó un máster online en la Universidad de Harvard, Education online y «democracia y medios de comunicación». También ha trabajado en emisoras locales de Cadena SER en Castilla-La Mancha presentando varios programas de información local y provincial. En prensa escrita escribió colaboraciones en el Diario Lanza de Ciudad Real. En sus años como modelo, realizó numerosas campañas publicitarias que la llevaron a visitar diferentes ciudades como Milán, Tokio, Nueva York y Los Ángeles.
Ha aparecido también en vídeos musicales, como el vídeo de Andrés Calamaro Te quiero igual (1999), o también el videoclip de la canción «La suerte de mi vida» de El Canto del Loco.

### La Sexta
En el año 2006 se incorporó al programa de La Sexta El intermedio, presentado por El Gran Wyoming, donde participó como colaboradora con la sección «Fritanga de medios» (antes «Revista de medios») en la que se repasaba en tono humorístico la actualidad de cada día, y como tal le valió para ganar un Premio Ondas al mejor programa de actualidad. Su etapa en El intermedio finalizó el 21 de diciembre de 2011, siendo sustituida por la periodista catalana Sandra Sabatés.

### Otras colaboraciones
En 2009 compaginó su labor en La Sexta con la presentación del programa documental Dónde estabas cuando..., en el que se recoge el testimonio de personajes que relatan acontecimientos históricos que causaron un gran impacto emocional. Estuvo producido para los canales de la Forta.
También ha colaborado en programas como La semana más larga en Canal Sur Televisión e Ilustres ignorantes en Canal+ 1.

### Mediaset España
En julio de 2013, tras estar un año y medio fuera de la televisión fichó por la cadena Telecinco para copresentar junto a Jordi González el programa El gran debate durante los meses de verano de julio y agosto de 2013 en sustitución de Sandra Barneda. 
En marzo de 2014 se anunció su participación en el programa de entrevistas Hable con ellas y que condujo junto a rostros como Sandra Barneda, Natalia Millán,  Yolanda Ramos y Alyson Eckmann en la madrugada de Telecinco.
El 30 de junio de 2014 mantiene una discusión sobre el partido político Podemos con el cantante Bertín Osborne.
El 25 de julio de 2014, la presentadora anuncia su salida del programa Hable con ellas de Telecinco.

### Como actriz
En 2011 se estrenó por primera vez como actriz de cine y protagonista de la película 88, dirigida por Jordi Mollà. Anteriormente había colaborado en la comedia 7 vidas, emitida en Telecinco. También ha participado en el film, De chica en chica en un pequeño papel como taxista despistada.

### Como guionista
En el 2018 su trabajo como guionista es reconocido al ganar el Goya con la película documental Muchos hijos, un mono y un castillo  en la 32.ª edición de los premios de la academia.

### Como escritora
El 15 de marzo de 2021 publicó el libro «Niadela», donde habla sobre su estilo de vida, alejada y aislada de la sociedad y viviendo en una humilde casa de pastores en la montaña, viviendo una vida frugal. En esa vida se ha hecho vegana y vive con sus ahorros felizmente gastando lo mínimo, 100-150 € al mes en comida.